# 马格雷卢什
马格雷卢什是葡萄牙波尔图区的一个堂区。总面积3.25平方公里，总人口982人，人口密度302.2人/平方公里。